# Introversion Software
Introversion Software Limited is een Brits computerspelontwikkelaar opgericht in 2001 door Thomas Arundel, Chris Delay en Mark Morris.

## Geschiedenis
Het bedrijf werd opgericht door Arundel, Delay en Morris, die elkaar ontmoetten tijdens hun studie. In hun begintijd werkten ze nog vanuit huis, later werd een pand gehuurd voor hun activiteiten. Hun eerste spel, Uplink: Hacker Elite, werd volledig door Delay geprogrammeerd terwijl Arundel en Morris de marketing voor hun rekening namen. Het spel werd nog handmatig gefabriceerd op cd-r met zelfgeprinte cd-stickers.
Na het succes van Uplink vormde zich een grotere online gemeenschap, en samen met een nieuwe programmeur werd gewerkt aan twee nieuwe spellen.
De spellen Darwinia en Multiwinia zijn in 2010 geporteerd naar de Xbox 360. Dit resulteerde in de speltitel Darwinia+.

## Ontwikkelde spellen
- Uplink: Hacker Elite (2001)
- Darwinia (2005)
- DEFCON: Global Nuclear Domination Game (2006)
- Introversion: Anthology (2007)
- Multiwinia (2008)
- Darwinia+ (2010)
- Prison Architect (2015), verkocht in 2019 aan Paradox Interactive.[2]
- Scanner Sombre (2017)